# Communauté de communes Saint-Saëns Porte de Bray
Die Communauté de communes de Saint-Saëns Porte de Bray ist ein ehemaliger französischer Gemeindeverband mit der Rechtsform einer Communauté de communes im Département Seine-Maritime in der Region Normandie. Sie wurde am 30. Dezember 1993 gegründet und umfasste 15 Gemeinden. Der Verwaltungssitz befand sich im Ort Maucomble.

## Historische Entwicklung
Mit Wirkung vom 1. Januar 2017 fusionierte der Gemeindeverband mit der Communauté de communes du Pays Neufchâtelois und bildete so die Nachfolgeorganisation Communauté de communes Bray-Eawy.

## Ehemalige Mitgliedsgemeinden
1. Bosc-Bérenger
2. Bosc-Mesnil
3. Bradiancourt
4. Critot
5. Fontaine-en-Bray
6. Mathonville
7. Maucomble
8. Montérolier
9. Neufbosc
10. Rocquemont
11. Sainte-Geneviève
12. Saint-Martin-Osmonville
13. Saint-Saëns
14. Sommery
15. Ventes-Saint-Rémy